# Ремко Пасвер
Ремко Пасвер (нід. Remko Pasveer, нар. 8 листопада 1983, Енсхеде) — нідерландський футболіст, воротар клубу «Аякс» і національної збірної Нідерландів.

## Клубна кар'єра
У дорослому футболі дебютував 2003 року виступами за команду «Твенте», в якій провів три сезони як резервний голкіпер, взявши участь за цей час у 14 матчах чемпіонату. 
Згодом протягом двох років перебував у складі «Гераклеса» (Алмело), після чого був відданий в оренду до друголігового «Гоу Егед Іглз», в якому нарешті отримав статус основного воротаря. Після двох сезонів, проведених в оренді, повернувся до Алмело і став вже основним голкіпером «Гераклеса» на рівні елітної Ередивізі.
2014 року перейшов до ПСВ, в якому, утім, знову на три наступні сезони став резервним голкіпером. У цей період також грав за «Йонг ПСВ» у другому дивізіоні.
Згодом протягом 2017–2021 років був основним воротарем «Вітесса», після чого перейшов до амстердамського «Аякса». В столичній команді 37-річний гравець виборов конкуренцію за місце в основного складі у ще більш досвідченого Мартена Стекеленбурга.

## Виступи за збірні
Протягом 2005–2006 років залучався до складу молодіжної збірної Нідерландів. На молодіжному рівні зіграв у 5 офіційних матчах, пропустив 11 голів. У складі команди був учасником молодіжного Євро-2006, на якому нідерландці стали континентальними чемпіонами, здолавши у фіналі однолітків з України.
У вересні 2022 року вже 38-річний на той час воротар був уперше викликаний до лав національної збірної Нідерландів, яка мала проблеми з воротарською позицією після припинення виступів за збірну її багаторічного основного голкіпера і партнера Пасвера по «Аяксу» Мартена Стекеленбурга. Тоді ж дебютував за національну команду, взявши участь в іграх Ліги націй УЄФА 2022—2023.
| Дата      | Місто     | Господарі  | Результат | Гості      | Турнір                               | Голи | Примітки |
| --------- | --------- | ---------- | --------- | ---------- | ------------------------------------ | ---- | -------- |
| 22-9-2022 | Варшава   | Польща     | 0 – 2     | Нідерланди | Ліга націй УЄФА 2022-2023 - 1-й етап | -    |          |
| 25-9-2022 | Амстердам | Нідерланди | 1 – 0     | Бельгія    | Ліга націй УЄФА 2022-2023 - 1-й етап | -    |          |
| Усього    |           | Матчів     | 2         |            | Голів                                | 0    |          |

## Титули і досягнення
- Чемпіон Нідерландів (3):

ПСВ: 2014-2015, 2015-2016
«Аякс»: 2021-2022
- Чемпіон Європи (U-21) (1):

Нідерланди U-21: 2006
Особисті
- Команда місяця Ередивізі: листопад 2024[3]